# Раміз Фаталієв
Раміз Мамедалі оглу Фаталієв (азерб. Ramiz Fətəliyev; рос. Рамиз Фаталиев; нар. 7 червня 1946) — сценарист, кінорежисер.

## Біографія
Народився 7 червня 1946 року в Баку. Закінчив школу № 189, вступивши потім до Азербайджанського державного інституту нафтохімії. Після цього поїхав здобувати вищу освіту до Москви — на Вищі Курси Сценаристів і Режисерів при ВДІКу. Автор сценаріїв понад 40 художніх фільмів, серед яких, — «Шостий» (1981, режисер Самвел Гаспаров), «Післязавтра, опівночі» (1982, режисер Аріф Бабаєв), «Без свідків» (1983, режисер Микита Міхалков), «Я любив вас більше за життя» (1985, режисер Расім Ісмайлов), «Парасолька для наречених» (1986, режисер Родіон Нахапетов), «Особливі обставини» (1986, режисер Тофік Ісмайлов), «Сенс життя» (1987, режисер Дамір Салімов), «Мерзотник» (1988, режисер Вагіф Мустафаєв), «Зовні» (1991, режисер Вагіф Мустафаєв).
Серед знятих за сценаріями Раміза Фаталієва фільмів 6 кінострічок знімалися українськими кінодіячами на Київській кіностудії ім. О. П. Довженка: «Своє щастя» (1979, режисер В'ячеслав Криштофович), «Дрібниці життя» (1980, режисер В'ячеслав Криштофович), «Старі листи» (1981, режисер Анатолій Іванов), «Сімейна справа» (1982, режисер Микола Малецький), «Грачі» (1982, режисер Костянтин Єршов), «Звинувачується весілля» (1986, режисер Олександр Ітигілов).
Раміз Фаталієв є режисером двох телесеріалів — «Істина моменту» (2003, кінокомпанія «Сарван», Азербайджан) і «Граф Крестовський» (2004, НТВ, Росія) і художнього фільму «Доля государя» (2007, Азербайджан за замовленням Міністерства Культури Азербайджанської Республіки).
З 1986 працював головним редактором, а з 1987 по 1995 рік — директором кіностудії «Азербайджанфільм», а в 1990 році був вибраний депутатом Міллі меджлісу. В період своєї політичної кар'єри очолював Комісію з розслідування Ходжалінської трагедії, а також постійну парламентську комісію з прав людини та міжнаціональних стосунків.
Заслужений діяч мистецтв Азербайджану, лауреат державної премії Азербайджану і премії КДБ СРСР.
Зараз Фаталієв живе в Баку, де працює над декількома проєктами й викладає в Міжнародній школі кіно Рустама Ібрагимбекова.
Одружений, має двох дітей.